# مقاطعة بروكينغز (داكوتا الجنوبية)
بروكينغز (بالإنجليزية: Brookings)‏ هي إحدى مقاطعات ولاية داكوتا الجنوبية في الولايات المتحدة الأمريكية.